# & Co.
& Co. è il secondo album in studio del cantante islandese Daði Freyr, pubblicato il 12 giugno 2019.

## Descrizione
Primo disco inciso a suo nome, le prime idee per & Co. risalgono al 2018 durante il viaggio che l'artista ha intrapreso in Cambogia insieme alla moglie, venendo ulteriormente sviluppato tra Reykjavík e Berlino. Gran parte delle tracce in esso contenute hanno visto la partecipazione di svariati artisti, tra cui Don Tox e Blær rispettivamente nei singoli Heyri ekki e Endurtaka mig.

## Tracce
1. Lag sem ég gerði – 1:36
2. Kemur þér ekki við (feat. Króli) – 3:08
3. Tilheyra (feat. Árný Fjóla) – 3:31
4. Endurtaka mig (feat. Blær) – 2:46
5. Ímyndin (feat. Arnar Úlfur) – 3:07
6. Heyri ekki (feat. Don Tox) – 3:27
7. Náum aðeins andanum (feat. Ásdís María) – 3:28
8. Skiptir ekki máli – 3:16